# Peter John Haworth Doyle

Wappen von Peter John Haworth Doyle

Peter John Haworth Doyle (* 3. Mai 1944 in Blackburn, Vereinigtes Königreich) ist ein britischer Geistlicher und emeritierter römisch-katholischer Bischof von Northampton.

## Leben
Peter John Haworth Doyle empfing am 8. Juni 1968 das Sakrament der Priesterweihe für das Bistum Portsmouth.
Am 24. Mai 2005 ernannte ihn Papst Benedikt XVI. zum Bischof von Northampton. Der Erzbischof von Westminster, Cormac Kardinal Murphy-O’Connor, spendete ihm am 28. Juni desselben Jahres die Bischofsweihe; Mitkonsekratoren waren der Bischof von Portsmouth, Crispian Hollis, und der Bischof von Clifton, Declan Ronan Lang.
Am 8. Januar 2020 nahm Papst Franziskus das von Peter John Haworth Doyle aus Altersgründen vorgebrachte Rücktrittsgesuch an.